# Chiesa di San Giovanni Battista (Santa Caterina d'Este)
La chiesa di San Giovanni Battista è la parrocchiale di Vighizzolo d'Este, in provincia e diocesi di Padova; fa parte del vicariato di Este.

## Storia

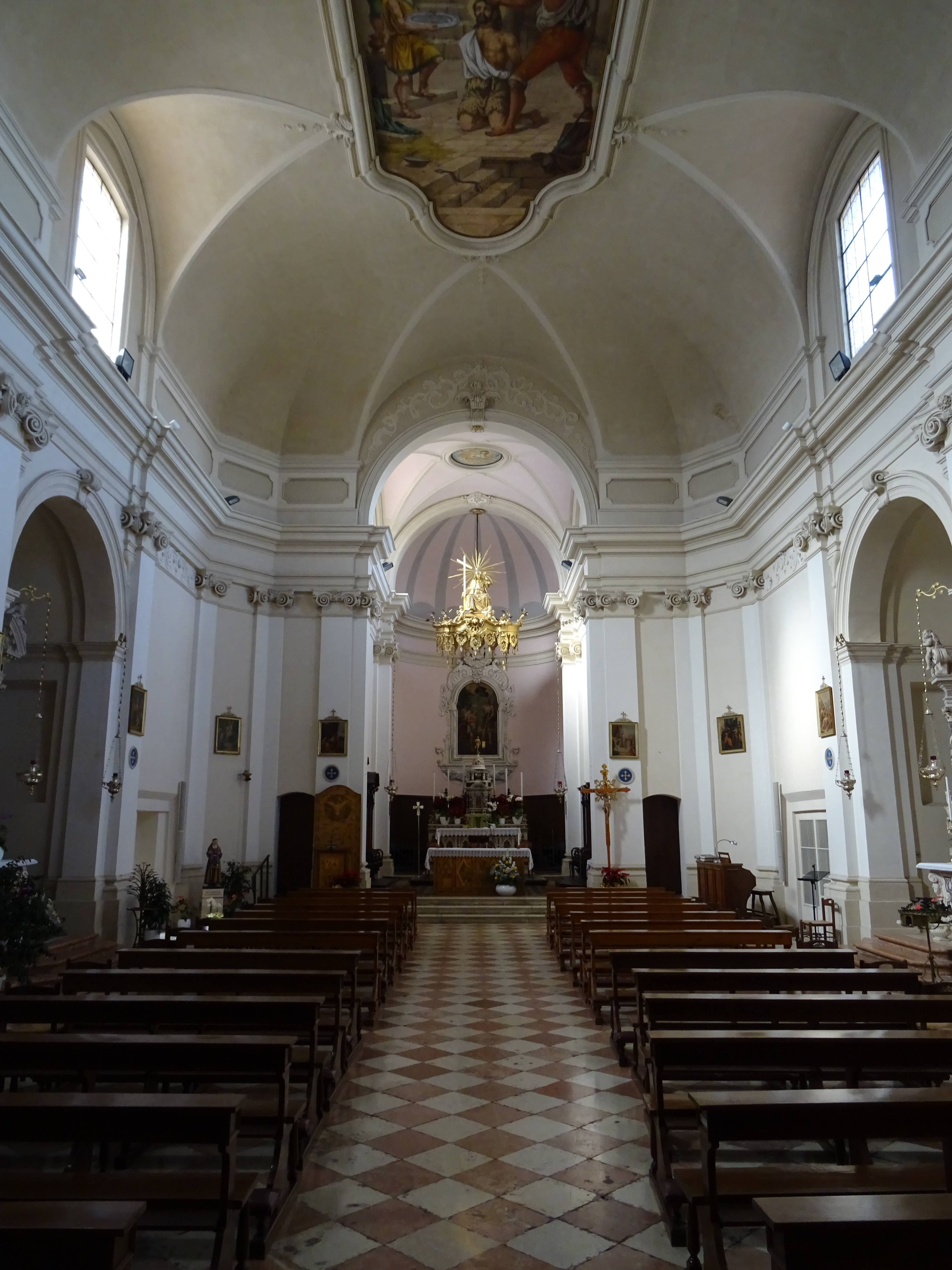
Interno

La prima chiesa di Vighizzolo fu costruita probabilmente nel X secolo, ma la sua prima citazione risale al 1077. Da un documento del 1084 si apprende che questa chiesa ricadeva nella giurisdizione del priorato di Carceri.
Dalla relazione della visita pastorale del 1489, si viene a sapere che la chiesa di Vighizzolo era ad un'unica navata e che, accanto ad essa, era situato il campanile. Sembra che la chiesa divenne parrocchiale verso la fine del XVII secolo.
Intorno alla metà del XVIII secolo la popolazione del paese aumentò sensibilmente e, perciò, si decise di erigere una nuova chiesa.
L'attuale parrocchiale venne edificata tra il 1756 ed il 1757 e consacrata il 10 ottobre 1779 dal vescovo Nicolò Antonio Giustinian.
Il campanile, completato nel 1817, inizialmente venne dotato di tre campane, sostituite poi nel 1857.
La parrocchiale fu ristrutturata nel 1896, nel 1928, nel 1930, nel 1960 e, infine, tra il 2014 ed il 2016.